# Strömsbruk
Strömsbruk är ett gammalt brukssamhälle beläget i östra delen av Nordanstigs kommun.
Strömsbruk ligger vid Bottenhavskusten strax norr om Hudiksvall i nordöstra delen av Hälsingland i Gävleborgs län. Här ligger Harmångersåns södra mynning.

## Historia
I Strömsbruk anlades redan år 1672 ett järnbruk (se Ströms Bruks AB) av faktor Hans Behm vid Söderhamns gevärsfaktori. Järnbruket lades ner 1889. Under åren 1889-1891 uppfördes istället på orten en sulfitfabrik (massabruk) som drevs fram till 1981 då den lades ned av den dåvarande ägaren AB Iggesunds Bruk. 

### Befolkningsutveckling
| Befolkningsutvecklingen i Strömsbruk 1950–2020 | Befolkningsutvecklingen i Strömsbruk 1950–2020 | Befolkningsutvecklingen i Strömsbruk 1950–2020 | Befolkningsutvecklingen i Strömsbruk 1950–2020 | Befolkningsutvecklingen i Strömsbruk 1950–2020 |
| ---------------------------------------------- | ---------------------------------------------- | ---------------------------------------------- | ---------------------------------------------- | ---------------------------------------------- |
|                                                |                                                |                                                |                                                |                                                |
| År                                             |                                                |                                                | Folkmängd                                      | Areal (ha)                                     |
| 1950                                           | 1950                                           |                                                | 702                                            |                                                |
| 1960                                           | 1960                                           |                                                | 721                                            |                                                |
| 1965                                           | 1965                                           |                                                | 777                                            |                                                |
| 1970                                           | 1970                                           |                                                | 730                                            |                                                |
| 1975                                           | 1975                                           |                                                | 778                                            |                                                |
| 1980                                           | 1980                                           |                                                | 693                                            |                                                |
| 1990                                           | 1990                                           |                                                | 605                                            | 98                                             |
| 1995                                           | 1995                                           |                                                | 498                                            | 98                                             |
| 2000                                           | 2000                                           |                                                | 433                                            | 98                                             |
| 2005                                           | 2005                                           |                                                | 418                                            | 98                                             |
| 2010                                           | 2010                                           |                                                | 362                                            | 94                                             |
| 2015                                           | 2015                                           |                                                | 360                                            | 92                                             |
| 2020                                           | 2020                                           |                                                | 362                                            | 92                                             |
|                                                |                                                |                                                |                                                |                                                |

## Näringsliv
Skogsindustrikoncernen Holmen AB (f.d. MoDo) har en fabrik i Strömsbruk för plastbeläggning av kartong.